# 아사이촌 (도야마현)
아사이촌(浅井村)은 도야마현 이미즈군에 있던 촌이다.

## 역사
- 1889년 4월 1일 - 정촌제 시행에 의해 이미즈군 아사이촌이 성립하였다.
- 1954년 3월 1일 - 구시타촌, 미토다촌, 후타쿠치촌과 합병해, 다이몬정이 성립하였다. 합병 당시 인구 3,077명, 세대수 520세대였다.

## 참고문헌
- 『市町村名変遷辞典』東京堂出版、1990年。